# Chadia Cambie
Chadia Cambie (Gent, 11 februari 1973) is een Belgische actrice, zangeres, presentatrice en zangdocente. Cambie verwierf haar bekendheid door haar rol in "Wat nu weer?!" als Paulien en later als Melinda De Cock in Spoed. Ze heeft langs haar moeders kant een kwart Egyptisch bloed. Sinds 2019 geeft ze les in musicalzang aan het MUDA Atheneum voor Podiumkunsten.
Cambie is nu voor een carrièreswitch gegaan en kijkt met een goed gevoel terug als actrice. In haar nieuw hoofdstuk doet ze iets waarmee ze een steen kan verleggen zoals de strijd voor meer inclusie en leerondersteuner. Maar zo zegt ze zelf "misschien keer ik er ooit terug als actrice want het creatieve blijft belangrijk voor mij".

## Biografie
Cambie studeerde aan de Studio Herman Teirlinck en de kleinkunstacademie van Amsterdam. Ze behaalde een diploma aan het Conservatorium Brussel voor de opleiding musical. Daarnaast volgde ze ook diverse binnen -en buitenlandse stemworkshops.
Cambie speelde in verschillende series en musicals en werd voor haar prestaties in Eponine in Les Misérables lovend geprezen. In 2004 kwam de erkenning en won ze de musicalprijs voor de beste vrouwelijke hoofdrol in de musical/muziektheater Camille Claudel.
Naast haar acteerwerk besloot Cambie in 2007 te starten met lesgeven in het kunstonderwijs te Brussel en later ook in Evergem. Haar eerste regie als gastdocent deed ze in 2011 voor het Conservatorium van Brussel, afdeling musical. Ze begeleidt ook jongeren voor audities en toelatingsproeven die er nood aan hebben.
Vanuit Sint-Niklaas lanceerde ze in 2010 'B(l)ack on Track', een muzikale project met een mengeling van jazz, soul, blues en gospel. Het bewerken van bestaande songs en het vermengen van klassiek met jazz.

### Carrièreswitch
In een interview op radio JOE stelde ze haar nieuwe project Het Tij voor. Daarin zei Cambie dat er meer en meer jongeren naar haar toe kwamen met andere problemen omdat zij te lang moesten wachten om geholpen te worden. Cambie heeft een dochter met het syndroom van Down en dit inspireerde haar de overstap te maken naar het ondersteunen van kinderen met onderwijsbehoeften in het reguliere onderwijs als socio-emotionele begeleider.
In het verlengde daarvan heeft ze zich bijgeschoold en de opleiding postgraduaat gevolgd voor Transactionele Analyse en Acceptance and Commitment Therapy (ACT). Ook heeft Cambie een pedagogisch diploma met onderscheiding op zak. Met al deze nieuwe kennis richtte ze "Het Tij" in Lochristi op en werkt ze nauw samen met een psycholoog die haar ondersteunt bij complexere jongerenproblemen.

## Carrière als artieste

### Tv-series
- 1995-1997: Wat nu weer?! (als Paulien)
- 1999: De Makelaar (als Grietje Verswijfelt)
- 2000: Samson & Gert (als Juffrouw Barbara)
- 2001-2002: Familie (als vervangster voor Vicky Versavel als Brenda Vermeir)
- 2003: W817 (als Kirsten de vriendin van Zoë)
- 2003-2005/2007-2008: Spoed (als Melinda De Cock)
- 2005: De Wet volgens Milo (als Annelies Bogaerts)
- 2007: FC De Kampioenen (als verkoopster)
- 2014: Thuis (als Silke Dorade)
- 2021: Lisa (als Eline)

### Programma's
- 2000-2001: Het Swingpaleis
- 2006: Just the Two of Us
- De Notenclub
- Biebabeloela
- Het Swingpaleis

### Presentatrice
- Vitaya presentatie woonmagazine ‘Binnenkijken’
- 2000: Omroepster op VT4
- 2010-2011: Lekker Van bij Ons op Vitaya

### Theater/Musical
- 1995: Into the Woods (als Assepoester)
- 1998-1999: Les Misérables (als Eponine)
- 2001: Robin Hood (als Marianne)
- 2004-2005: Camille Claudel (als Camille)
- 2006: Frühjahrsparade (als Marika)
- 2006-2009: Door de deur (als Katarina Laporte)
- 2008: Theaterconcert (september: als sound-Heim)
- 2009-2010: Toneelvoorstelling 'The Beautiful Thing'(mei: als moeder Sandra)

### Stemactrice
- 2007: Shrek de Derde (Rapunzel)
- Happy Feet
- Heidi - juffrouw Rottenmeier
- Reclame -en bedrijfsfilms

### Discografie
- Single: Intro lied van "Wat Nu Weer" samen met Geena Lisa en Miranda Buytaert.[7]

## Prijzen en erkenning
- 2004: Vlaamse Musicalprijs voor "Beste Vrouwelijke Hoofdrol" in Camille Claudel als Camille.